# Cilunculus battenae
Cilunculus battenae är en havsspindelart som beskrevs av Bamber, R.N. och M.H. Thurston 1993. Cilunculus battenae ingår i släktet Cilunculus och familjen Ammotheidae. Inga underarter finns listade i Catalogue of Life.